# Ilona Tóth

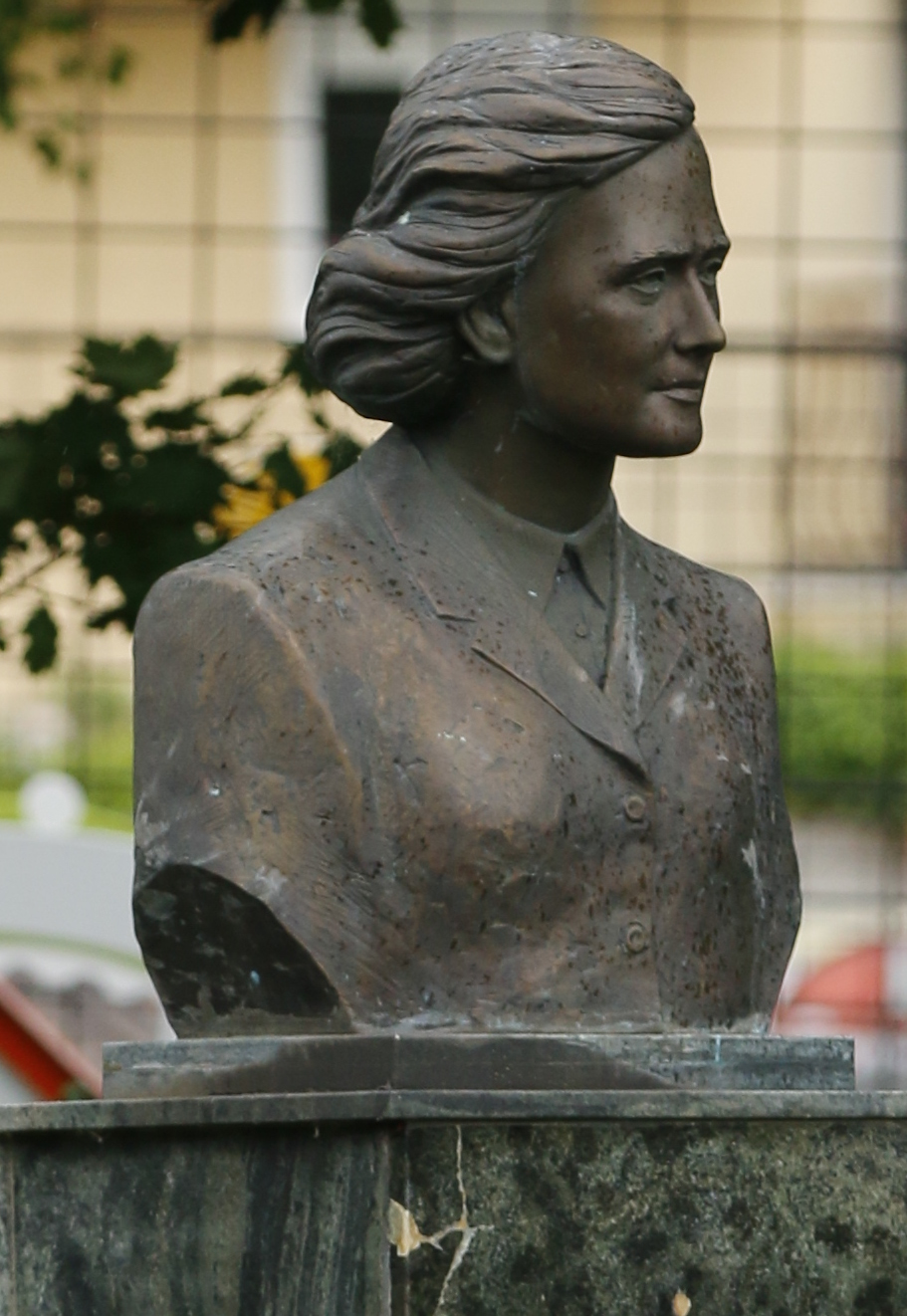
Un busto de bronce de Ilona Tóth.

Ilona Tóth (23 de octubre de 1932-Budapest, 27 de junio de 1957) fue una estudiante de medicina y revolucionaria húngara. Participó en la revolución húngara de 1956 y posteriormente se unió a la resistencia contra el gobierno comunista, donde participó en la producción de panfletos de propaganda. Tóth fue arrestada por sus actividades de impresión en noviembre de 1956 y fue acusada de cómplice en un asesinato llevado a cabo por la resistencia. Fue declarada culpable y ejecutada el 27 de junio de 1957. La muerte de Tóth la convirtió en mártir de la causa anticomunista en Hungría. Su imagen fue rehabilitada después de la caída del gobierno comunista en la década de 1990, y fue una de los muchos disidentes húngaros exonerados a través de la «ley de Ilona Tóth» en 2000. El alcance de su participación en el asesinato por el cual fue ejecutada sigue siendo objeto de controversia.

## Biografía
Ilona Tóth nació el 23 de octubre de 1932 y fue criada por una madre soltera que trabajaba como maestra de escuela. Tóth se crio en la pobreza, pero le fue bien en la escuela, participando en varias actividades deportivas, como esgrima, paracaidismo y vuelo sin motor. Tóth era profundamente religiosa, practicando en la Iglesia reformada en Hungría.: 90  Se convirtió en estudiante de medicina,: 19  y aceptó una pasantía no remunerada donde administraba el anexo de un hospital.: 100  Tóth brindó asistencia médica durante la revolución húngara de 1956,: 83  en el tratamiento de los comunistas y anticomunistas que resultaron heridos.: 90  Durante los combates, en un momento obtuvo una granada de mano y la arrojó en dirección a un tanque soviético.: 100  Después del fracaso de la revolución, se unió a la resistencia contra el gobierno comunista en Hungría. Su participación incluyó albergar a otros disidentes y distribuir literatura de resistencia.: 90  Tras el arresto del propagandista István Angyal el 16 de noviembre de 1956, Tóth se hizo cargo de la actividad de impresión de la resistencia.: 102 
Tóth fue arrestada más tarde ese mes por su participación en la resistencia después de que la policía encontrara evidencia de su distribución de panfletos.: 107  Fue acusada del asesinato de István Kollár, a quien la resistencia había asesinado como presunto espía del gobierno. Ella confesó el crimen en su juicio. Según su testimonio, ella le inyectó cloroformo, aire y gasolina en el cuello y el corazón antes de apuñalarlo con una navaja.: 83 : 106  El asesinato de Kollár fue controvertido entre la resistencia, lo que provocó luchas internas. : 107–108  Al juicio de Tóth asistieron unos 300 espectadores, pero también estuvieron presentes los medios occidentales. El gobierno condenó a Tóth a muerte, que se había convertido en un castigo común para los disidentes después de la Revolución húngara en un esfuerzo por dar ejemplo y desalentar futuros levantamientos. Su apelación fue rechazada y fue ahorcada el 27 de junio de 1957.: 118  Fue una de las cinco mujeres ejecutadas por el gobierno húngaro después de la revolución.: 108 

## Legado

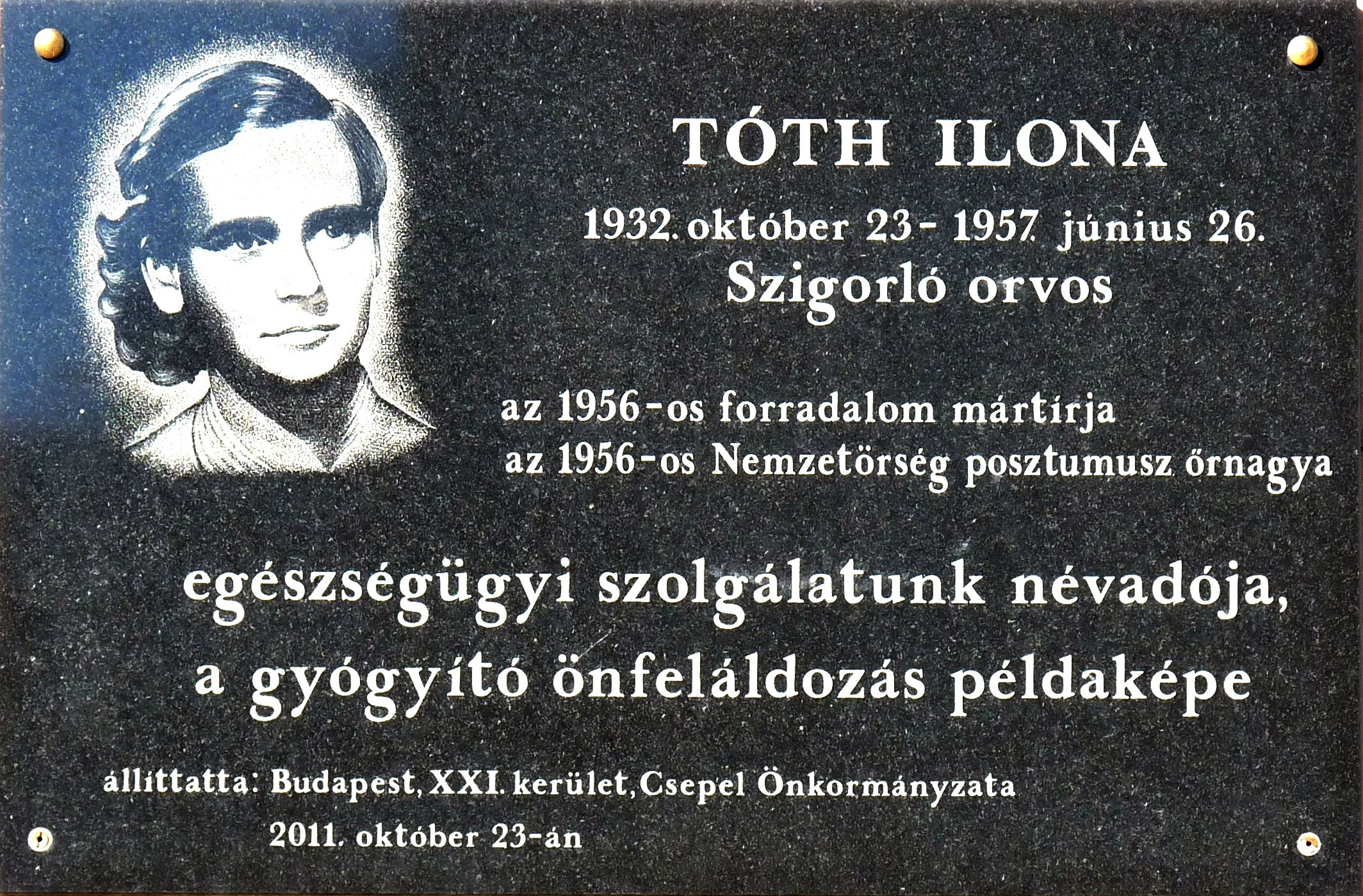
Una placa en Budapest en reconocimiento a Ilona Tóth.

La inocencia o culpabilidad de Tóth ha seguido siendo un tema de debate.: 19  Los gobiernos comunistas habían desarrollado una reputación de organizar juicios que eran farsas judiciales en el momento del arresto de Tóth, y los críticos del juicio de Tóth lo describen como tal.: 118  Quienes sostienen su inocencia argumentan que confesó el asesinato para salvar a sus compañeros que realmente habían llevado a cabo el asesinato.: 90  Su juicio provocó la condena internacional del sistema de justicia de Hungría,: 118  llevando al gobierno comunista a llevar a cabo futuros enjuiciamientos de disidentes de manera más discreta. Durante un tiempo, la historia de Tóth se desvaneció de la conciencia pública.: 87 
Tóth ha sido celebrada como mártir de la resistencia contra el gobierno comunista.: 88  Como mártir, Tóth a menudo ha sido descrita en el contexto de su feminidad,: 105  lo que también puede haber afectado el alcance de la cobertura extranjera del caso. El estado de su virginidad se convirtió en un importante punto de disputa en su legado, con algunas versiones de su historia argumentando que estaba embarazada en el momento de su arresto, lo que ejemplifica los horrores del régimen comunista, mientras que otros argumentan que era virgen, destacando su pureza.: 91  Ella fue un raro ejemplo de una mujer que fue reconocida por su participación en la revolución antes de un mayor interés en la historia de las mujeres.

### Rehabilitación poscomunista
La imagen de Tóth como símbolo del anticomunismo se promovió en la Hungría poscomunista en la década de 1990, y su condena fue apelada ante el gobierno húngaro dos veces durante este período. Fue negado en ambas ocasiones.: 84  Sus familiares apelaron por primera vez en 1990, pero el Tribunal Supremo de Hungría confirmó su culpabilidad y dictaminó que su condición de trabajadora médica la sujetaba a un estándar más alto que otros disidentes que habían sido exonerados. Fue apelada por segunda vez por la Asociación de Presos Políticos, pero fue cancelada por un gobierno socialista recién formado en 1994. Esta acción politizó aún más el legado de Tóth, y su causa fue retomada por el gobierno de centro-derecha formado en 1998, inspirando una ley que fue aprobada en 2000 que anuló efectivamente las convicciones políticas del gobierno comunista.: 85  Esta ley se conoce informalmente como la «ley Ilona Tóth».: 154 
En 1998 se creó un documental de televisión sobre Tóth para rehabilitar su imagen. Ha sido identificada como la «Juana de Arco húngara»: 19  después de que el término fuera utilizado por su coacusada Gyula Obersovszky. Como periodista, Obersovszky honró ampliamente a Tóth en sus escritos y publicó un libro sobre ella a fines de la década de 1990.: 87  Una estatua de Tóth se inauguró en un museo privado en Budapest el 23 de octubre de 2000,: 19  con la ministra de justicia Dávid Ibolya hablando en honor de Tóth en la ceremonia. La estatua se trasladó a la Facultad de Medicina de Semmelweis después de la exoneración de Tóth en 2001.: 85 